# Mentoulles
Mentoulles è una frazione del comune di Fenestrelle nella città metropolitana di Torino, situata a 1.050 metri s.l.m., già comune a sé stante fino al 1º gennaio 1928.

## Geografia
L'abitato di Mentoulles è ubicato in Val Chisone a circa 1050 m s.l.m. all'indritto della valle (il versante esposto al sole). Immediatamente al di sopra vi è la borgata di Villecloze (1100 m s.l.m.).
Più a monte sorge la borgata di Fondufaux (1250 m s.l.m.) e salendo ancora le piccole borgate di La Latta (1400 m s.l.m.) e L'Arà (1500 m s.l.m.).
Di fronte, sul lato opposto della valle (all'inverso) vi è la borgata di Granges.
Sempre nell'inverso e a qualche chilometro a ovest verso Fenestrelle, si trova la frazione di Chambons, che faceva parte del disciolto comune di Mentoulles.
L'origine del nome é controversa, nella credenza popolare appare legata a antiche coltivazioni di menta di cui peraltro oggi non esistono tracce, mentre interpretazioni legate allo studio di lingue pre-celiche e liguri avvalorerebbero la derivazione dal tema "ment-t"  o "ment" significante "roccia" che potrebbe riferirsi alle formazioni sovrastanti l'abitato (nei pressi della borgata Villecloze) e a valle: il dirupo denominato "La Rocche d'Ebourn" (la roccia del maggiociondolo).

## Storia

### Medioevo
Le prime attestazioni di Mentoulles risalgono alla metà dell'XI secolo. In quel periodo il territorio della Val Chisone apparteneva alla Marca di Torino, governata dalla dinastia Arduinica. Nel 1064 la marchesa Adelaide di Torino e la sorella fecero una cospicua donazione al nuovo monastero benedettino di Santa Maria di Pinerolo, fra cui una serie di beni nell'alta valle: nel documento di donazione è riportato per la prima volta il toponimo di Mentole e di altri paesi della valle.
Dal punto di vista religioso, la valle faceva parte del vasto territorio della diocesi di Torino. La fondazione della Chiesa di Mentoulles è fatta risalire al 1078 per opera di Adelaide. Intorno al 1042 fu istituita la prevostura dei canonici regolari di San Lorenzo di Oulx a cui nella seconda metà dell'XI secolo furono affidate le parrocchie dell'alta Val Chisone. L'inquadramento ecclesiastico ricevette forma in due atti. Il primo è la conferma che il papa Urbano II il 20 marzo 1095 rilasciò alla prevostura di San Lorenzo del possesso di molte chiese fra cui quelle poste nelle valli del Chisone e della Dora Riparia. Tre anni dopo, il 21 settembre 1098, una bolla di Guiberto vescovo di Torino confermò il possesso alla prevostura delle chiese di Pragelato, Usseaux, Fenestrelle e Mentoulles (ecclesiam de Mentulis), elencate per la prima volta specificamente, con le loro proprietà e decime.
Nel XII secolo intervenne un mutamento politico destinato a modificare profondamente la storia della valle. I Conti di Albon, da cui prese origine la casata del Delfinato, erano i signori del Brianzonese e già nella seconda metà dell'XI secolo possedevano dei beni al di qua del Colle del Monginevro a Cesana. Dopo la morte di Adelaide nel 1091, la marca torinese si disgregò e i Delfini estesero progressivamente la loro influenza al di qua delle Alpi, ponendosi come protettori della prevostura di Oulx per mezzo di donazioni e quindi come signori dei territori ove la prevostura aveva le sue chiese, ossia nelle alti valli della Dora e del Chisone. Alla fine del XII secolo la penetrazione politica dei Delfini in alta Val Chisone era ormai completa.
Si ruppe in questo modo l'unità politica-amministrativa della Val Chisone e anche Mentoulles divenne territorio del Delfinato, situazione che permase per diversi secoli fino al 1713.
Nel Duecento Mentoulles assume un ruolo preminente fra le comunità dell'alta Val Chisone.
In campo ecclesiastico all'inizio del 1200, procedendo a una riorganizzazione delle chiese dipendenti, la prevostura di San Lorenzo d'Oulx eresse la chiesa di Mentoulles in priorato (intitolato a S. Giusto di Novalesa), a cui vennero soggette le altre tre chiese dell'alta Val Chisone. Il priorato di Mentoulles, che obbediva direttamente alla prevostura, era retto da un priore con la residenza di un piccolo gruppo di monaci.
Un documento del 1228 ci tramanda il nominativo del primo priore, Guigo.
Tale presenza monacale durò probabilmente meno di un secolo, e dopo l'allontanamento di essi, la chiesa di Mentoulles continuava a essere affidata a un «priore», cioè a un religioso di Oulx che ne era titolare, ma si perdeva ogni traccia di forme di vita religiosa di tipo abbaziale.
Sotto l'aspetto politico-amministrativo, dopo il 1260 fu intrapresa da parte del delfino Guigo VII la costruzione del castello di Mentoulles, che divenne quindi la sede della castellania della Val Chisone.
Il castello sorse sulla sommità della rupe sovrastante il villaggio, in posizione agevolmente difendibile, con due lati a picco o ripidissimi verso il rio di Mentoulles a costituire una difesa naturale.

### Seconda metà del 1500: guerre di religione in Francia e del Marchesato di Saluzzo
Nella seconda metà del Cinquecento la Francia fu attraversata da un periodo di guerre civili di origine religiosa: fra il 1562 e il 1598 si svolsero otto guerre fra i sostenitori del cattolicesimo e della riforma protestante. Anche il Delfinato fu coinvolto e le valli degli Escarton furono teatro di scontro: da un lato l'escarton di Pragelato valdese si contrappose agli escarton di Oulx e di Briançon cattolici. Qui a capo delle forze cattoliche fu il capitano La Cazette.
Nelle nostre valli gli scontri si svolsero prevalentemente nell'alta Val Dora, dove i Riformati portarono più volte i loro attacchi, e in Val Chisone solo nel territorio di Pragelato. Le lotte nel Delfinato alla fine videro il prevalere del partito protestante, capeggiato dal Duca di Lesdiguières, che nel 1590 farà uccidere il capitano La Cazette a Oulx, sospettato di tramare con il cattolico Carlo Emanuele I di Savoia, il quale era intenzionato ad approfittare delle dispute interne al Regno di Francia per estendere i propri domini territoriali.
Quest'ultimo infatti nel 1588 aveva occupato il Marchesato di Saluzzo, che nel 1548 era passato sotto il controllo della corona francese dopo l'estinzione del casato locale, con il pretesto di voler impedire il diffondersi del protestantesimo in Piemonte per opera del Lesdiguières. Aveva inoltre cercato di occupare Ginevra.
A partire dal 1590, dopo l'uccisione di La Cazette e la sottomissione dell'Escarton di Oulx e di Briançon a Lesdiguières, i combattimenti coinvolgono anche la Val Chisone e la Val di Susa. Per contrastare eventuali attacchi sabaudi su per la Val Chisone, vengono erette le cosiddette Barricate della Balma, nella comunità di Roure. Gli assalti sabaudi lungo questa direttrice vengono portati nel 1590, 1595 e 1597, con attacchi a tenaglia che prevedevano contemporaneamente l'assalto di truppe attraverso i colli di collegamento con le valli limitrofe controllate dai Savoia (di volta in volta i colli delle Finestre, della Roussa, del Pis e dell'Albergian).
Nell'assalto di fine agosto 1597, le truppe che agiscono sul fondovalle riescono a sfondare le barricate e invece di fermarsi sul posto fortificandosi per aspettare le altre colonne provenienti dai colli, proseguono andando a trincerarsi sopra Mentoulles, a Villecloze e fra i resti del suo castello, ormai abbandonato e in rovina.
Il contrattacco dei valligiani è però estremamente vigoroso e nonostante la buona difesa le truppe sabaude, non soccorse dalle truppe che dovevano scendere dal colle della Roussa, sono costrette a ritirarsi, lasciando sul terreno un buon numero di perdite e di prigionieri. La guerra per il Marchesato di Saluzzo trovò poi soluzione con il trattato di Lione del 1601.

### 1600
Dal 1642 al 1669 fu la sede delle assemblee annuali dell'Escarton du Val Pragella o Cluson, composto dalla comunità di Pragelato, Usseaux, Fenestrelle, Mentoulles, Roure e Meano.

### Dalla revoca dell'Editto di Nantes al trattato di Utrecht (1685-1713)
A cavallo fra la fine del Seicento e l'inizio del Settecento, in meno di 30 anni si consumarono avvenimenti di portata europea, la revoca ufficiale della tolleranza religiosa in Francia e due guerre, che cambieranno per sempre le sorti della Val Chisone più in generale e di Mentoulles in particolare.
Il 18 ottobre 1685 Luigi XIV di Francia emise l'Editto di Fontainebleau con il quale revocò l'Editto di Nantes di Enrico IV, che aveva confermato ai protestanti la libertà di culto e aveva concesso loro diritti politici, militari e territoriali. A seguito dei provvedimenti restrittivi introdotti contro i Valdesi, fra la fine del 1685 e l'estate del 1687 più di 2 500 abitanti (un terzo della popolazione) fu indotto a lasciare le comunità della Val Pragelato per emigrare verso Ginevra e i cantoni protestanti svizzeri.
Mentoulles fu abbandonata da 488 abitanti, quasi la metà della popolazione.
Nel 1688 scoppia la guerra della Lega di Augusta, combattuta dalla Francia contro una coalizione degli altri Stati europei. Inizialmente Vittorio Amedeo II si mantiene neutrale, poi il 4 giugno 1690 firma a Torino il trattato di alleanza con l'imperatore d'Austria Leopoldo II contro la Francia e la Val Pragelato diventa per parecchi anni zona di guerra, anche se non di prima linea: da un lato una vera e propria occupazione da parte delle truppe francesi e dall'altra un'infinita serie di azioni militari, di scorrerie, di colpi di mano da parte delle truppe sabaude e alleate, in particolare valdesi.
Nel luglio 1693 Vittorio Amedeo II e i suoi alleati conducono un attacco lungo la Val Pragelato, ma vengono bloccati all'altezza di Fenestrelle, e ritirandosi fanno terra bruciata, incendiando e demolendo i villaggi attraversati, da Chambons e Mentoulles a Meano. Di conseguenza da questi paesi la popolazione fugge verso le vicine valli Germanasca e val Pellice. A fine di agosto-inizio settembre inoltre, oltre 1 600 abitanti della Val Chisone che erano rimasti nelle loro comunità e si erano convertiti solo formalmente, approfittando dello stato di guerra vennero a stabilirsi nelle valli valdesi del Piemonte su invito del duca e ritornarono apertamente alla religione riformata.
Per Mentoulles significò l'abbandono pressoché totale, come testimoniato dai documenti amministrativi dell'epoca.
La prima fonte è costituita dai verbali dell'assemblea dell'Escarton della Val Pragelato. Nel 1694 non si tenette l'assemblea dell'Escarton della Val Pragelato relativa all'anno precedente, così all'inizio del 1695 se ne fecero due, una per il 1693 e l'altra per il 1694.
Alla prima Mentoulles fu rappresentata unicamente dal Priore Simon Roude, a quella successiva non era presente alcuno e il conto dell'escarton riporta: Per le comunità di Mentoulles e Meano non ci sono persone o abitanti che possano rispondere agli affari generali e particolari della valle per essere queste interamente abbandonate e distrutte. La stessa situazione continuò per alcuni anni, Mentoulles tornò a essere rappresentata nell'assemblea del 1700 con il Castellano Bertrand e poi finalmente nell'anno seguente la comunità espresse nuovamente i nuovi rappresentanti.
Un'altra testimonianza è riportata nella revisione del Censimento dei fuochi eseguita nel 1699 nel Delfinato per ordine del re di Francia. 
La commissione era guidata da Jean Estienne Bouchu, consigliere del re, maitre des requestes, intendente di giustizia, polizia e finanza del Delfinato. Per l'escarton della Val Chisone i rappresentanti delle sei comunità si recarono il 16 settembre a Oulx, dove esposero alla commissione le proprie remonstrances, cioè le loro lagnanze, e risposero alle 21 domande previste dal censimento, quindi dal 17 al 22 settembre i commissari furono condotti a visitare le comunità della Val Chisone.
Per quanto riguarda Mentoulles le Remonstrances riportano: Lo stato deplorevole in cui l'ultima guerra ha ridotto il detto luogo di Mentoulles è nota a tutto il mondo, è stato disabitato per cinque anni ed attualmente non rimane che la quinta parte degli abitanti che c'erano prima della guerra, tutte le case tranne una sola sono state bruciate dai nemici … e la maggior parte dei fondi sono incolti per essere stati abbandonati dai proprietari.

Nel 1700 scoppia la guerra di successione spagnola, inizialmente il Ducato di Savoia è alleato della Francia ma nel 1703 Vittorio Amedeo II cambia schieramento e i francesi danno inizio all'occupazione dei territori sabaudi, fino a mettere sotto assedio Torino nel 1706. Le sorti della guerra mutarono dopo la battaglia di Torino del 7 settembre 1706 e negli anni successivi Vittorio Amedeo II e i suoi alleati sconfiggono più volte i francesi.
Nel luglio 1708 Vittorio Amedeo II dà inizio alla campagna militare che porterà alla conquista della Val Pragelato. Dopo aver espugnato il Forte di Exilles, è la volta di Fenestrelle. A metà agosto vengono iniziate le operazioni belliche che porteranno all'assedio del Forte Moutin, sulla riva destra del Chisone; il 23 agosto inizia il cannoneggiamento del forte, che costringe alla resa il comandante francese il 31 agosto.
Dopo la resa, il 5 settembre l'armata sabauda di sposta a Mentoulles, dove Vittorio Amedeo II prende alloggio nel fabbricato dell'ex castellano Bertrand, che è stato arrestato e fatto portare prigioniero a Torino. Il villaggio viene invaso dalla presenza delle numerose truppe, tanto che il priorato subisce diversi danneggiamenti.
L'8 settembre 1708 Vittorio Amedeo II nomina un nuovo castellano, Petiti, e dispone il cambiamento della sede della castellania che passa da Mentoulles a Fenestrelle.
Da questo momento l'alta Val Chisone passa di fatto sotto il dominio del Ducato di Savoia, situazione che verrà ratificata dopo la fine della guerra con il trattato di Utrecht del 1713 che sancì la cessione, che si rivelerà definitiva, della Val Pragelato e della valle d'Oulx dalla Francia al resto del Piemonte sabaudo.
Al termine di questi decenni di travagli, la popolazione della Val Pragelato si è ridotta complessivamente del 47% passando da 7 718 abitanti del 1685 a 4.080 nel 1717, ma la comunità di Mentoulles è stata la più colpita, riducendosi del 72%, passando da 1.000 a soli 280 abitanti.

### Le colonie valdesi in Germania
La grande maggioranza degli espatriati dopo la revoca dell'editto di Nantes si rifugiò in un primo momento a Ginevra e nell'area svizzera, qualcuno vi rimase ma la maggior parte degli esuli venne fatta proseguire, loro malgrado, per la Germania.
I Cantoni protestanti non erano in grado infatti di accogliere la massa di rifugiati francesi che si riversava nei loro confini dopo la revoca dell'editto di Nantes.
La maggior parte dei pragelatesi rifugiatisi nei Paesi protestanti nel periodo 1685-1689 rientrò però agli inizi degli anni novanta nelle vicine vallate soggette al Piemonte, approfittando della guerra che si era scatenata fra il Duca di Savoia e la Francia, per cercare di avvicinarsi il più possibile ai loro luoghi d'origine, nella speranza che il conflitto bellico avrebbe portato alla restituzione della libertà di religione anche in Val Chisone.
Nell'agosto-settembre 1689 il pastore Henri Arnaud riuscì con un migliaio di armati, valdesi e ugonotti, a ritornare in Piemonte (impresa che prese il nome di Glorioso rimpatrio) e a resistere per alcuni mesi, fino a quando, nel giugno 1690, il Duca di Savoia decise di rompere la sua alleanza con la Francia. Egli allora consentì il ritorno di tutti i valdesi superstiti suoi sudditi. Non solo: furono accolti anche i valdesi pragelatesi e molti ugonotti rifugiatisi in Svizzera e in Germania per motivi di fede, in quanto era indispensabile avere soldati da impiegare nella guerra che si stava aprendo.
La speranza di libertà si rivelò infondata: dopo la fine della guerra della Lega di Augusta nel trattato di pace di Rijswijk del 1697 Luigi XIV non fece alcuna concessione agli ugonotti.
Anche nel ducato di Savoia il 1 luglio 1698 Vittorio Amedeo II bandì nuovamente tutti i valdesi e riformati di origine francese che non fossero disposti a convertirsi, in applicazione di un articolo segreto del trattato di pace separato che era stato stipulato nel 1696 fra la Francia e il Piemonte.
Furono così scacciate dal Piemonte oltre 3 700 persone, di cui un rilevante numero erano originarie della Val Pragelato.
Nel 1699 esse ripercorsero il cammino precedente, attraverso il Moncenisio, la Savoia, e Ginevra, per poi essere smistati verso le colline spopolate e le terre abbandonate dell'Assia-Darmstadt, dove furono destinati i profughi della Val Pragelato, e del Württemberg, dove furono inviati quelli della Val Perosa.
Intorno al 1700-1701 molti pragelatesi, in cerca di condizioni meno dure, si trasferiranno in Württemberg: dei circa 1250 immigrati nell'Assia-Darmstadt del luglio 1699 alla fine solo poco più di 300 vi rimasero. 
Tredici di queste colonie valdesi in Germania, fondate tra il 1699 e il 1701, si conserveranno fino ai giorni nostri.
I profughi di Mentoulles di questa seconda ondata furono 352, dopo parecchie ricerche trovarono una sistemazione in Ysemburg-Wachtersbach, dove a fine agosto 1699 fondarono la colonia di Waldensberg. Ma essa “collocata su un'altura, era esposta al vento e alle intemperie e non disponeva di un pozzo"; fu così che il 14 giugno 1700, mentre 168 persone vi rimanevano, 202 abbandonarono la località e si trasferirono nel Württemberg stanziandosi presso Heilbronn nello Zabergau dove ottennero terre dai territori di Hausen e Nordheim. Sorse così Nordhausen.

### L'epoca sabauda
Nel 1733 Carlo Emanuele III, figlio e successore di Vittorio Amedeo II, mise in vendita oltre un centinaio di nuovi feudi in cambio della concessione di titoli nobiliari, sia per ricavare nuove entrate di denaro in occasione della guerra di successione polacca, questa volta combattuta al fianco della Francia e lontano dalle nostre valli, sia nel quadro della politica regia interessata alla formazione di una nuova classe dirigente da contrapporre alle antiche famiglie signorili.
I territori degli Escarton recentemente acquisiti dal Regno di Sardegna con il trattato di Utrecht si prestarono bene all'operazione, in quanto liberi da tempo da pesi feudali.
La Val Pragelato fu suddivisa in 14 feudi. La comunità di Mentoulles fece richiesta di non esser infeudata offrendo a tale scopo L. 3.000, ma per le finanze sabaude non fu abbastanza e il feudo fu assegnato il 27 gennaio 1736 a Carlo Manfredo Pasero che acquisì il titolo di conte di Mentoulles in cambio di L. 7000; fino a che il 9 marzo 1753 la comunità rilevò il titolo nobiliare per L. 11.000 liberandosi dagli obblighi signorili. 

Il prezzo del riscatto dovette essere almeno in parte rateizzato se ancora nel bilancio del Regno dell'anno 1850 fra le entrate compare la voce: Mentoulles Comune: Canone per riscatto di detti feudi L. 11. 

### Le valanghe del 1885 e 1888
Negli inverni del 1885 e del 1888 la nostra penisola fu interessata da precipitazioni nevose eccezionali e sull'intero arco alpino si verificarono una serie di valanghe disastrose che colpirono anche molti centri abitati che mai in precedenza erano stati coinvolti.
Mentoulles fu uno di questi.
Il 18 gennaio 1885 si staccò una valanga dalla regione Mufletta alle pendici del monte Orsiera
che investi l'abitato e causò la morte di 3 bambini, danneggiando 6 case e il tetto della Cappella di Villecloze (nelle valli di Pinerolo i morti furono in totale 15 e si contarono 130 abitazioni danneggiate; nella Provincia di Torino, che comprendeva anche la val d'Aosta, i morti furono 143).
La valanga si ripeté nel 1888, il 27 febbraio verso le 10:30 di sera, la quale così viene descritta dal Capitano Comandante della fortezza di Fenestrelle:
La valanga, scendendo alle ore 10.30 pom, del 27, trascinò seco quasi per metà quattro casolari ed una chiesuola, e s'infranse nella parrocchia del paese, producendo varie screpolature nel muro laterale a nord, e due arcate della vòlta minacciano rovina. Il rimanente della valanga urtò contro il palazzo comunale, sito sul fianco sud della strada provinciale; ruppe le imposte e le invetriate; riempì le camere a livello e quelle al primo piano, gettandosi alle spalle il balcone e la ringhiera in ferro; ed asportò nei campi quanto gli si parò dinanzi dalle finestre retrostanti, producendo diverse leggere screpolature nei muri e nelle vòlte. Disotto alle macerie vennero estratte 12 persone incolumi e 8 morte. Due animali bovini furono estratti a pezzi. Il danno venne giudicato di L. 70.000.
Nelle valli di Pinerolo si registrarono 9 morti in totale, nella Provincia di Torino i morti furono 145.

### Soppressione del Comune
Il Comune di Mentoulles fu soppresso con R.D. n. 1908 del 29 settembre 1927 e aggregato al Comune di Fenestrelle.
Successivamente con R.D. n. 535 del 28 gennaio 1929 fu abolito anche l'ufficio di conciliazione.

## Monumenti e luoghi d'interesse

### La Chiesa di S. Giusto
La chiesa di San Giusto ha la facciata rivolta a sud verso il fondovalle, l’ingresso è posizionato sul fianco a est ed è protetto da un protiro aperto sui tre lati.
È stata edificata in due momenti: il nucleo iniziale è costituito dalla chiesa seicentesca, edificata negli anni 1673-1674 quando ancora l’alta Val Chisone apparteneva al Regno di Francia; successivamente fu ampliata fra il 1892 e il 1895 in occasione della ricostruzione susseguente alla valanga del 1888 che aveva danneggiato gravemente l’edificio.
La chiesa seicentesca forma l’attuale transetto con orientamento est-ovest, il cui braccio destro è costituito dall’altar maggiore della chiesa originale francese. La navata principale e il presbiterio con orientamento sud-nord sono il frutto dell’ampliamento ottocentesco.

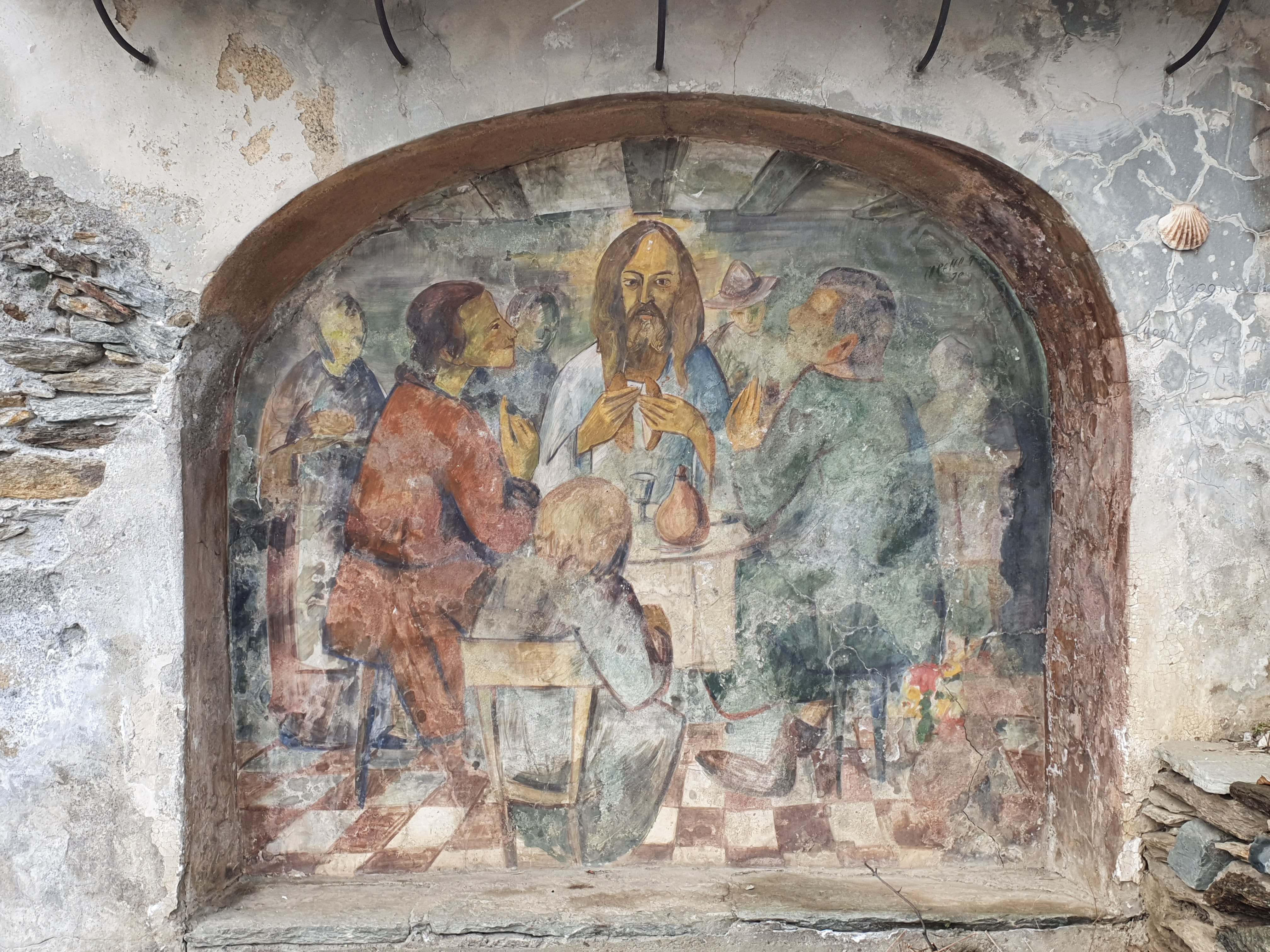
La Cena di Emmaus di Giovanni Carena

Nel verziere del Priorato, su una nicchia del muro di cinta è dipinto l'affresco "La cena di Emmaus" dipinto nel 1970 dall'artista pinerolese Giovanni Carena, su commissione del priore di allora, Giuseppe Trombotto che era molto amico di Carena.